# Bryochenea
Bryochenea là một chi rêu trong họ Thuidiaceae.